# Saint-Georges-du-Bois (Charente-Maritime)
Saint-Georges-du-Bois – miejscowość i gmina we Francji, w regionie Nowa Akwitania, w departamencie Charente-Maritime.
Według danych na rok 1990 gminę zamieszkiwały 1373 osoby, a gęstość zaludnienia wynosiła 49 osób/km² (wśród 1467 gmin regionu Poitou-Charentes Saint-Georges-du-Bois plasuje się na 211. miejscu pod względem liczby ludności, natomiast pod względem powierzchni na miejscu 201.).